# گرگور ستلی
گرگور ستلی (انگلیسی: Gregor Stähli؛ زادهٔ ۲۸ february ۱۹۶۸ (۵۷ سال)) ورزشکار اسکلتون اهل سوئیس است.